# Guy Baucheron de Boissoudy
 (octobre 2018).
Pour les autres membres de la famille, voir Baucheron de Boissoudy.

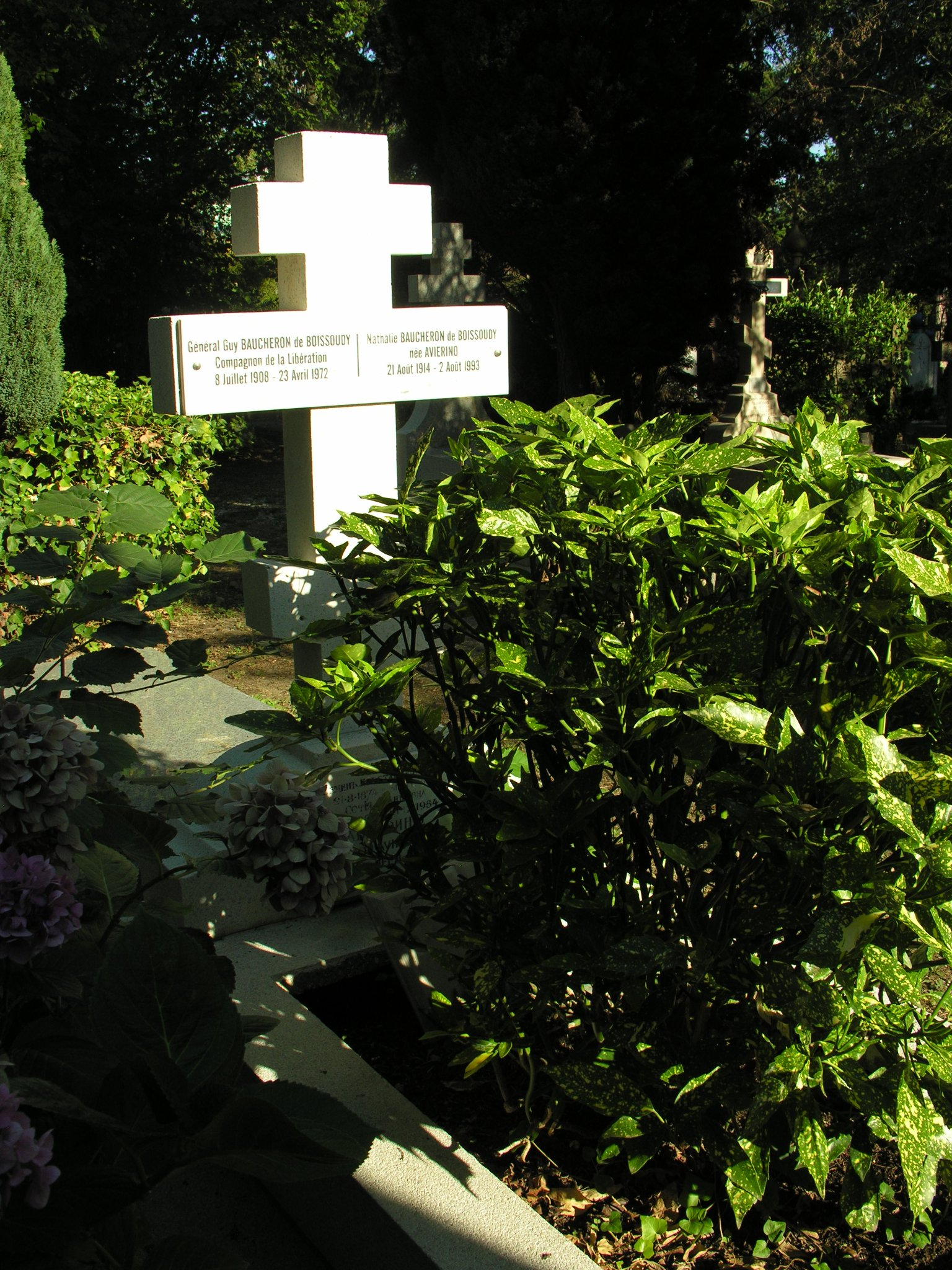
Vue de la sépulture.

Guy Baucheron de Boissoudy est un officier général français, compagnon de la Libération, né le 8 juillet 1908 à Toul, en Meurthe-et-Moselle, et mort le 23 avril 1972 à Rueil-Malmaison.

## Biographie
Guy Baucheron de Boissoudy est le fils du général de la Première Guerre mondiale Antoine Baucheron de Boissoudy.
Il s'engage dans l'armée à 18 ans. Après l'école d'infanterie et des chars de Saint-Maixent, il choisit de servir dans l'infanterie coloniale. Il est d'abord affecté en Extrême-Orient de 1933 à 1936 puis au Tchad de 1937 à 1940. L'un des premiers officiers de l'Armée de terre à se rallier à la France libre, il prend une part importante au coup de force de Brazzaville le 28 août 1940. Capitaine au premier bataillon de marche, il est blessé à Sindara lors des opérations du Gabon en septembre 1940, et à nouveau devant Kissoué, aux portes de Damas le 21 mai 1941, cette dernière blessure entraînant l'amputation de sa jambe droite. Promu chef de bataillon, il prend le commandement du premier bataillon de marche le 1er février 1942 et participe aux opérations de Libye. Promu lieutenant-colonel, il rejoint l'état-major du général de Gaulle à Londres en 1943. Fin 1943, il est désigné pour représenter les combattants de la France libre à l'assemblée consultative d'abord à Alger puis à Paris.
Il assure, à partir de septembre 1944, la liaison entre le général de Gaulle, la 1re division française libre et la 2e division blindée. Il est élu député du Tchad aux deux Assemblées constituantes en 1945 et 1946. Colonel en 1946, il est promu général de brigade en 1950 et admis dans la deuxième section (cadres de réserve) l'année suivante. Le 11 août 1952, il est élevé à la dignité de grand officier dans l'ordre national de la Légion d'honneur (comme l'ont été ses père et grand-père). Membre du Conseil économique et social de 1964 à 1966, il occupe d'importantes fonctions dans le secteur privé.
Il a été fait « compagnon de la Libération » le 9 septembre 1942. Il a été membre du conseil de l'ordre de la Libération de 1944 jusqu'à sa mort en 1972.

## Famille
Alors qu'il est lieutenant au 23e régiment d'infanterie coloniale, il épouse le 26 avril 1933 à La Rochelle Françoise Marchesseau dont il a ensuite deux enfants : Philippe, né à Vinh (Indochine) le 1er février 1934, et Monique, née à Sarralbe (Moselle) le 23 juillet 1937, d'où une nombreuse descendance.
Il se remarie le 12 juin 1957 avec Natacha D'Avierino.
Guy de Boissoudy est mort le 23 avril 1972 à Rueil-Malmaison dans les Hauts-de-Seine et a été inhumé au cimetière de Sainte-Geneviève-des-Bois, qui dispose d’un carré russe.

## Distinctions
- Grand officier de la Légion d'honneur
- Compagnon de la Libération par décret du 09 septembre 1942
- Croix de guerre 1939–1945
- Médaille de la Résistance française avec rosette par décret du 24 avril 1946[3]
- Médaille coloniale
- Commandeur de l'ordre du Ouissam alaouite
- Ordre du Dragon d'Annam
- Ordre du Service distingué

## Pour approfondir